# Franciscus van der Enden
Franciscus van der Enden (ur. ok. 5 lutego 1602 w Antwerpii, zm. 27 listopada 1674 w Paryżu) – holenderski myśliciel polityczny, wróg monarchii i organizator nieudanego spisku na życie na Ludwika XIV.

## Życiorys

### Lata 1602–1640
Van der Enden wstąpił w wieku 17 lat do zakonu jezuitów, z którego został wyrzucony przypuszczalnie za utrzymywanie kontaktów z kobietami, a zwłaszcza za romans z żoną oficera, z którą został złapany in flagranti. Ponownie przyjęty uczył greki i łaciny w Lowanium, po czym mieszkał przez jakiś czas znów w Antwerpii. 
Wrócił do Lowanium w 1629, by zostać teologiem i księdzem, ale jezuici znów uznali go za niegodnego ich zakonu.

### Lata 1640–1660
W 1640 został doktorem medycyny. W 1642 poślubił Clarę Marię Vermeeren pochodzącą z Gdańska. Mieli kilkoro dzieci, o których wykształcenie van der Enden bardzo dbał. Pod koniec lat czterdziestych zamieszkał w Amsterdamie, gdzie założył galerię sztuki "In de Konstwinkel". Galeria upadła w 1652. Na jej miejsce van der Enden założył prywatną szkołę łacińską dla synów (czasem też córek) ludzi z zamożnych rodzin. Udzielał zajęć z literatury, greki, łaciny i filozofii. Do szkoły tej uczęszczał od 1657 Baruch Spinoza. Był wielkim miłośnikiem teatru. W jego szkole wystawiano sztuki Terencjusza. Van der Enden pisał też własne na wzór rzymskich klasyków.

### Lata 1660–1670
W latach sześćdziesiątych napisał dwa traktaty: Wolne tezy polityczne i rozważania o polityce oraz Krótka relacja o sytuacji Nowych Niderlandów, ich cnotach, naturalnych przywilejach i specjalnych uzdatnieniach do zamieszkania, w których dał wyraz swym demokratycznym ideałom i uwielbieniu tolerancji. Van der Enden postulował ograniczenie władzy rodzin holenderskich regentów – mieszczan, mających w praktyce wyłączność sprawowania wysokich funkcji w miastach, popierał rozdział religii od państwa (uważał, że państwa dopiero po jego wprowadzeniu stanie się naprawdę silne), "wolność filozofowania", równość obywatelską. W drugim z traktatów stwierdził, że kaznodzieje religijni – "podżegacze powodujący waśnie", nie powinni mieszkać w koloniach holenderskich. Popierał radykalną demokrację i powszechne głosowanie z udziałem kobiet, lecz władzę wykonawczą sprawować winni najinteligentniejsi. 
Obawiając się zagrożenia jego kraju ze strony Francji, van der Enden pisał w 1662 do wielkiego pensjonariusza Holandii Johana de Witta o potrzebie ulepszenia konstrukcji okrętów wojennych. Jego skrajnie demokratyczne poglądy spowodowały niechęć wielu wpływowych ludzi, i prawdopodobnie był to powód dla którego przeniósł się do Paryża.

### Lata 1670–1674
W latach siedemdziesiątych mieszkał w Paryżu, prowadząc dom dla wolnomyślicieli Hotel des Muses ("Dom muz"). Goszczący tam oficer du Cause de Nazelle stwierdził, że w domu tym panował ateizm i filozoficzny śmiały idealizm. W 1672 ponownie się ożenił (jego pierwsza zona już nie żyła). Jego wybranką została Catherina Medaens. Nie darował Ludwikowi XIV ataku na jego ojczyznę w 1672, więc zorganizował spisek na jego życie w 1674. Jego wspólnikami byli arystokraci prorepublikańscy Louis de Rohan-Guémené (skazany na śmierć) i Gilles du Hamel (zabity w czasie aresztowania). Van der Enden jako plebejusz i cudzoziemiec został powieszony. w ręce władz wydał go oficer udający sympatyka filozofii Endena, du Cause de Nazelle.
Na swym procesie van der Enden stwierdził, że są 4 rodzaje republik których ojcami są odpowiednio:
- Platon (platońska wersja demokracji ateńskiej),
- Grocjusz (chodziło tu o współczesną van der Endenowi XVII-wieczną Republikę Zjednoczonych Prowincji Niderlandów),
- Morus (przedstawioną w jego "Utopii"),
- sam van der Enden (ustrój oparty na "nagradzaniu cnoty").